# Певнев, Григорий Михайлович
Григорий Михайлович Певнев (28 ноября 1922 — 27 января 1945) — лейтенант Рабоче-крестьянской Красной Армии, участник Великой Отечественной войны, Герой Советского Союза (1945). Командир взвода 282-го инженерно-сапёрного батальона 19-й инженерно-сапёрной бригады 13-й армии 1-го Украинского фронта.

## Биография
Григорий Певнев родился 28 ноября 1922 года в посёлке Медвенка ныне в Медвенском районе Курской области в крестьянской семье. Окончил 10 классов средней школы.
В 1941 году был призван в Красную Армию. Окончил Мичуринское военно-инженерное училище. На фронте во время Великой Отечественной войны с 1942 года. Воевал на Центральном и 1-й Украинском фронтах. Участвовал в форсировании Днепра и Вислы, за что получил свои первые награды — медаль «За боевые заслуги» и орден Красной Звезды. В 1944 году был ранен, но после лечения вернулся обратно на фронт. В дни наступательных боёв Певнев со своим взводом обеспечивал переправу войск и военной техники через реки, сооружая ледяные переправы и возводя мосты. Участвовал в Висло-Одерской операции, где под артобстрелом и налётами авиации противника чинил переправы, умело руководя подразделением.
27 января 1945 года был убит осколком вражеской гранаты, сброшенной на землю. Похоронен в селе Кшелюв Волувского повята Польши.
Указом Президиума Верховного Совета СССР от 10 апреля 1945 года за «образцовое выполнение боевых заданий командования на фронте и проявленные при этом мужество и героизм» лейтенант Григорий Певнев был удостоен высокого звания Героя Советского Союза (посмертно). Также посмертно был награждён Орденом Ленина.
Именем Певнева названа одна из улиц в посёлке Медвенка. Там же установлена мемориальная доска.